# 回合制
回合制（英語：Turn-based）是一種遊戲進行的方式，不同陣營方輪流行動，當一方所有行動完成後輪至另一方，相對於即時制遊戲。在电子游戏出現前，大部分的棋類遊戲都採回合制。

## 其它形式
回合制并不限于游戏类，也可以形容其它形式。中文的「回合制」其最早可形容古代武将所说的「大战三百回合」。
在中国古时，双方武将骑在马上往来厮杀，一次交战的过程便是「合」，一次交战完成后退便是「回」，因此称「回合」。但中国最初的「回合」并不是指骑马作战，而是指车战。
车战指的是战车作战，由于从商朝到西汉初期一直是以车战为主。当双方战车互相靠近时，先拿弓箭对射，然后靠近交战便是「合」，「合」即合战，双方勇士用长矛对刺，称一「合」。一「合」结束后，双方战车各自返回本军阵营，便是「回」的过程。到了汉武帝时期，由于频频与匈奴作战，骑兵才逐渐取代战车成为主要兵种，这种「回合制」的作战方式一直保留到后代。
在體育運動裡，棒球、板球等運動都屬於回合制，對戰雙方輪流攻擊和防守，完成指定回合數（如棒球打9局、每局防守方需要抓到進攻方三個出局數）。